# Caccola

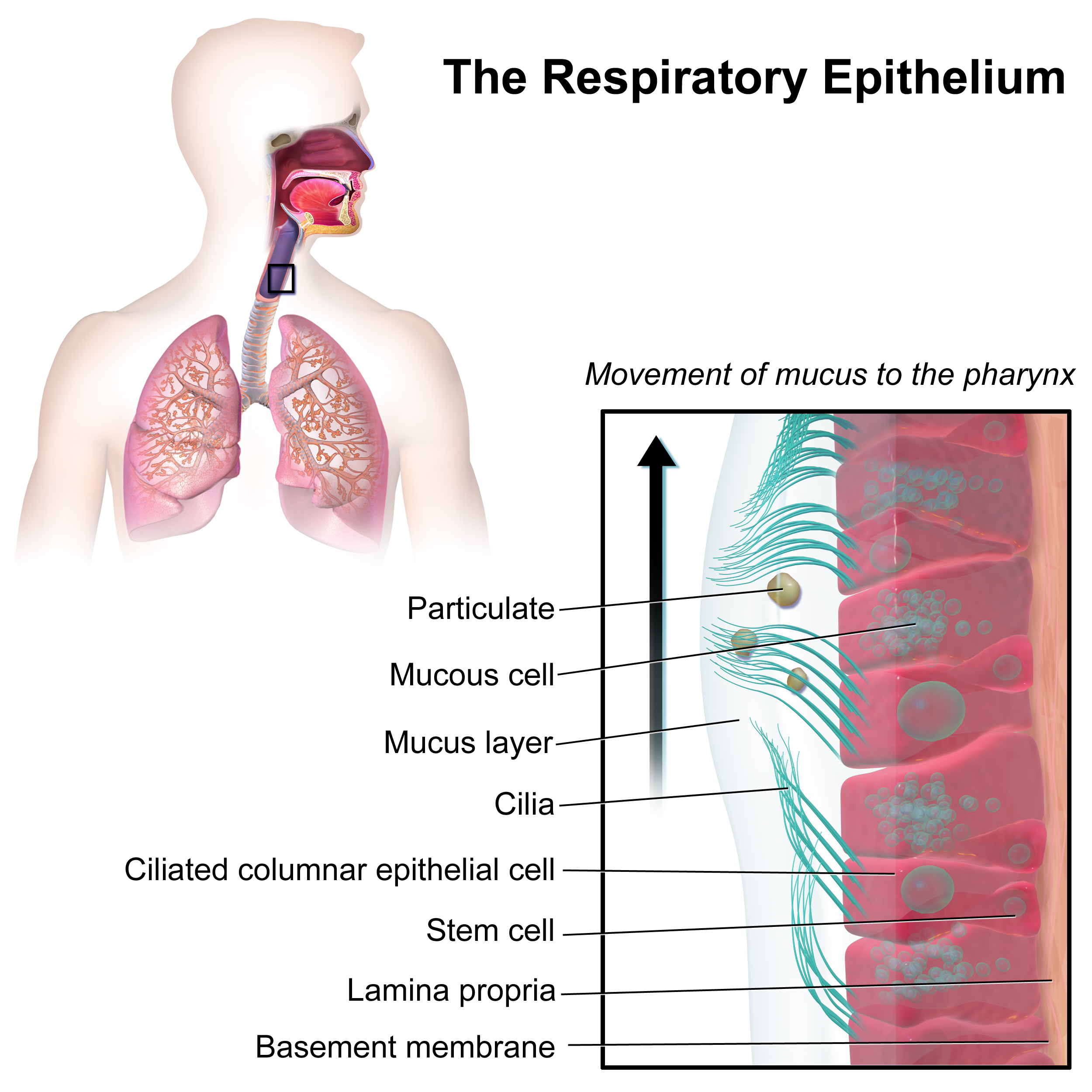
Il movimento del muco all'interno del sistema respiratorio

Vengono comunemente chiamate caccole quella categoria di secrezioni di consistenza da solida a liquida, generalmente di piccole dimensioni, prodotte dalle membrane di rivestimento delle cavità craniali in comunicazione con l'esterno. Le caccole possono fuoriuscire dal naso o dagli occhi (secrezioni lacrimali essiccate, dette comunemente "cispe") e la loro consistenza può variare in funzione del grado di idratazione, può essere collosa o a volte friabile.

## Origine delle caccole
Il muco prodotto dalla mucosa nasale, che è composto di proteine glicosilate e di sali disciolti in acqua e che negli individui sani ha lo scopo di liberare tale via respiratoria dagli agenti estranei, viene trasportato verso le narici dalle ciglia. A causa dell'aerazione del condotto, nonché in riferimento all'umidità dell'ambiente, il muco perde gran parte dell'acqua di cui è costituito e di conseguenza si formano le note crosticine friabili e/o filamentose.
La transizione da muco a caccola ha un confine incerto. Simile è il discorso per le caccole degli occhi: vi è sempre un muco che poi rapprende lasciando infine la caccola. A volte si possono conglomerare con polveri di vario tipo presenti nell'aria respirata; è infatti questa la funzione precipua del muco: liberare dagli inquinanti le cavità nasali.